# Norad – Die Auferstehung
Norad – Die Auferstehung ist der fünfte Film um das Raumschiff Highlander, der nach dem Erfolg der ersten Teile, Die Rückkehr von Captain Norad, Captain Norad, Herrscher über das Universum, Captain Norad, König des Unmöglichen und Raumschiff Highlander: Geschichte produziert wurde. Es handelt sich um eine Parodie auf das Filmgenre der Science Fiction, besonders auf Star Trek, aber auch auf andere Werke. Der Film wurde auf Sat.1 ausgestrahlt. Nach Beendigung der Arbeiten an diesem Film erklärte Robert Amper die Reihe um das Raumschiff Highlander für beendet und ließ sich auch durch längeres und mehrmaliges Bitten nicht dazu hinreißen, doch noch eine Fortsetzung zu drehen. 22 Jahre später war es aber dann doch soweit.

## Inhalt
Auf dem Weg zum Urlaubsplaneten Disney durchschlägt ein kleiner Asteroid die Hülle der Fähre von Captain Robert T. Norad. Norad ist gezwungen, sich in den Kälteschlaf zu legen. Doch statt der erwarteten 23 Minuten schläft er 23 Jahre. Als er gefunden wird, sind die Mitglieder seiner ehemaligen Besatzung in alle vier Windrichtungen verstreut. Eiligst werden sie auf Veranlassung eines leicht senil gewordenen Chief Admiral Stone wieder zusammengerufen und auf die HIGHLANDER gesteckt, um Norad vor einem Schock zu bewahren und ihm die Illusion zu geben, er habe wirklich nur 23 Minuten im Kälteschlaf gelegen. Dabei kommt es zu verschiedenen Pannen, denn die Brücke der neuen HIGHLANDER - nicht USS, sondern nur noch "SS" - sieht natürlich völlig anders aus. Auch reden sich die alten Besatzungsmitglieder mit ihren neuen Titeln an, Chefarzt Hurdel ist jetzt Professor, T'Para Captain und Vesk Admiral. Donovan hingegen jammert seinem versauten Ruhestand nach.
Norad ist zunächst völlig ahnungslos und tappst von einer Misere in die nächste. Währenddessen notiert sich Chief Admiral Stone Norads Namen auf einem Zettel. Was er nicht merkt: der Zettel ist eigentlich die Aufstellung für die Kandidaten zur Wahl des Präsidenten der Planetenunion. Und offenbar ist Norad ein Mann des Volkes, denn er gewinnt die Wahl mit einem überragenden Ergebnis.
Zur gleichen Zeit holen Norad die 23 Jahre ein und er beginnt zu altern. Die Crew erbarmt sich deswegen seiner und erzählt ihm die Wahrheit. Zunächst kann er es nicht glauben, muss aber dann doch die Realität akzeptieren. Als T'Para ihn fragt, ob er wirklich nicht gemerkt hat, dass alles im Schiff anders sei, sagt er, er habe die Knöpfe vermisst. Sein Kapitänsstuhl hatte nämlich Knöpfe zum Drücken auf beiden Seiten.
Genau in diesem Moment trifft Stone auf der HIGHLANDER ein, um das Wahlergebnis zu verkünden. Norad lehnt zunächst ab, weil er bei seiner Besatzung bleiben will, doch T'Para redet ihm zu, denn als Präsident hätte er Knöpfe so viel er will. Das überzeugt Norad und er willigt ein, das Amt zu übernehmen.